# ロドリゴ・サンタナ
ロドリゴ・サンタナ（Rodrigo Santana, 1979年4月17日 - ）は、ブラジルの元男子バレーボール選手。サンパウロ出身。ポジションはミドルブロッカー。元ブラジル代表。

## 来歴
ブラジル・スーパーリーガのスザーノ・サンパウロ、ECバネスパを経て、2003年にイタリア・セリエAのフェラーラへ移籍。翌年スーパーリーガで1シーズン過ごした後、2005年から在籍したマチェラータでは、2006年のリーグ初優勝に貢献し、コッパ・イタリア優勝、CEVカップ優勝を経験した。2009年にイタリアを離れ、ピニェイロス・サンパウロへ移籍した。
ブラジル代表のミドルブロッカーとしても活躍し、通算149試合に出場。2004年アテネオリンピックで金メダル、2008年北京オリンピックで銀メダルを獲得した。世界選手権、ワールドカップにも出場し、それぞれ2つの金メダルを獲得した。北京オリンピック後、ナショナルチームが刷新された後も代表メンバーに残り、2009年ワールドリーグ優勝を果たした。
2012年8月のロンドンオリンピックでは、2大会連続となる銀メダルを獲得した。

## 球歴
- オリンピック - 2004年（金メダル）、2008年（銀メダル）、2012年（銀メダル）
- 世界選手権 - 2002年、2006年、2010年（金メダル）
- ワールドカップ - 2003年、2007年（金メダル）
- ワールドグランドチャンピオンズカップ - 2005年（優勝）
- ワールドリーグ - 2003年、2005年、2006年、2007年、2009年（優勝）

## 所属クラブ
- スザーノ・サンパウロ （1996-2000年）
- ECバネスパ （2000-2003年）
- 4トッリ・フェラーラ・バレー （2003-2004年）
- ウニスル・フロリアノーポリス （2004-2005年）
- ルーベ・マチェラータ （2005-2009年）
- ピニェイロス・サンパウロ （2009-2011年）
- ZiraatBank Ankara（2011年）
- SESI São Paulo（2011-2012年）
- Al-Rayyan SC（2012-2013年）
- RJ Rio de Janeiro（2013-2014年）
- Barij Essence（2014年）
- Palembang Bank Sumsel Babel（2014-2015年）